# Manfred Gerlach
Manfred Gerlach (Lipsia, 8 maggio 1928 – Berlino, 17 ottobre 2011) è stato un politico tedesco.
È stato l'ultimo e quinto presidente del Consiglio di Stato della Repubblica Democratica Tedesca dal 6 dicembre 1989 al 5 aprile 1990, prima che l'assemblea fosse sciolta. È stato membro del Partito Liberal-Democratico di Germania (LDPD).

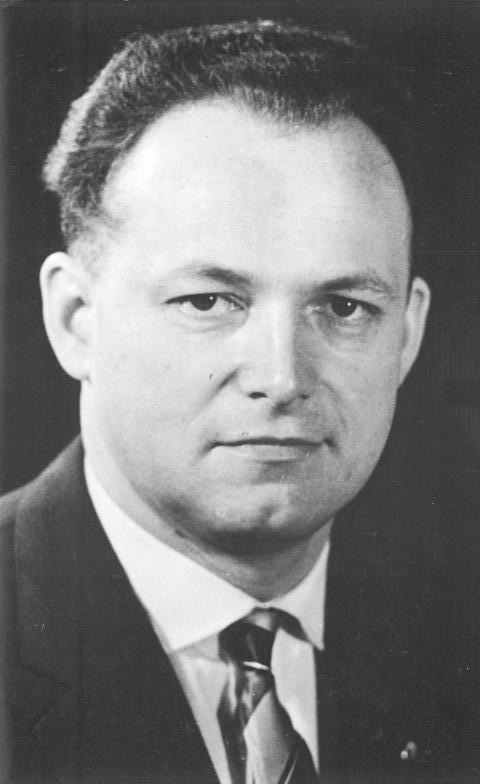
Manfred Gerlach in giovane età nel 1961

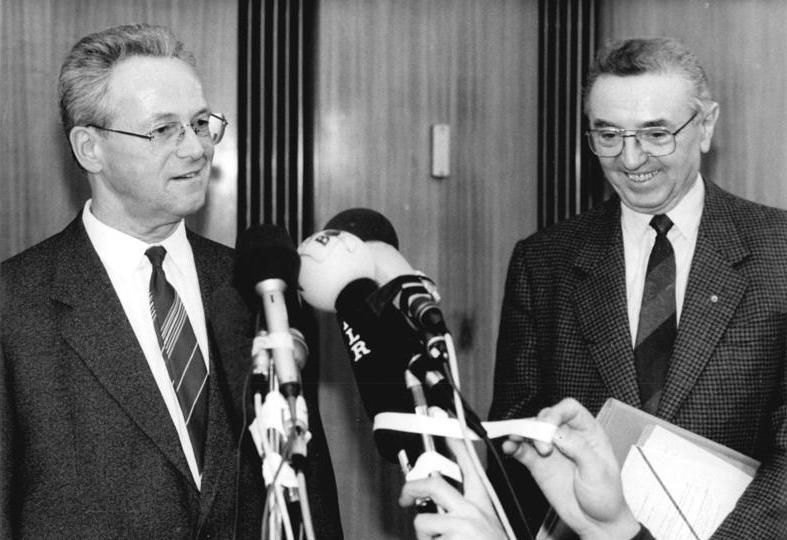
Manfred Gerlach con il Ministro della Giustizia Hans-Joachim Heusinger (a destra) nel dicembre 1989

Il 13 ottobre 1989 fu il primo importante politico della Germania orientale a mettere in discussione pubblicamente il ruolo del Partito Socialista Unificato di Germania (SED). Un suo articolo pubblicato quel giorno su Der Morgen, organo ufficiale del LDPD, suscitò polemiche; tuttavia, lo stesso giorno, un incontro tra i leader di partito non portò alcun effetto notevole sulla crisi che la Germania Est aveva raggiunto.
A distanza di pochi giorni, il 18 ottobre, Erich Honecker fu deposto dai suoi compagni della SED. Dopo la caduta del muro di Berlino, Manfred Gerlach fu eletto presidente del Consiglio di Stato.
Nel marzo 1990 il suo partito, assieme ad altri due partiti liberali, confluì nella Federazione dei Democratici Liberi.

## Biografia
Dopo la scuola elementare e media, Gerlach divenne impiegato giudiziario nel 1944. Nel marzo dello stesso anno viene arrestato per aver fondato un gruppo giovanile clandestino. Nel 1945 entra a far parte del Partito Liberal-Democratico di Germania e nel 1946 è stato cofondatore della Freie Deutsche Jugend (FDJ) di Lipsia. Dal 1947 al 1952 è stato membro dell'organizzazione regionale della Sassonia e membro del Consiglio consultivo per gli affari giovanili dell'Associazione centrale dell'LDPD. Ha fatto anche parte del Consiglio centrale del 1949 e 1959 della FDJ. Dal 1949 Gerlach era un membro della Camera del popolo. A partire dal 1950 è consigliere comunale di Lipsia e il 19 aprile 1950 è stato eletto dal consiglio comunale di Lipsia con 54 contro 13 voti e con 6 astensioni sindaco di Lipsia. Non ottenne comunque tutti i voti dei consiglieri LDPD e e SED. Dal 1952 al 1954 Gerlach fu vicesindaco di Lipsia e vicepresidente del consiglio comunale. Dal 1951 al 1954 ha completato un corso per corrispondenza, poi nel 1964 ha conseguito un dottorato in giurisprudenza presso l'Accademia tedesca di scienze politiche e diritto Walter Ulbricht. Ebbe un ruolo funzionale di lavoro e sviluppo del Partito Liberal-Democratico di Germania nel sistema multi-partitico della Repubblica Democratica Tedesca. Nel 1984 divenne professore.

## Carriera politica

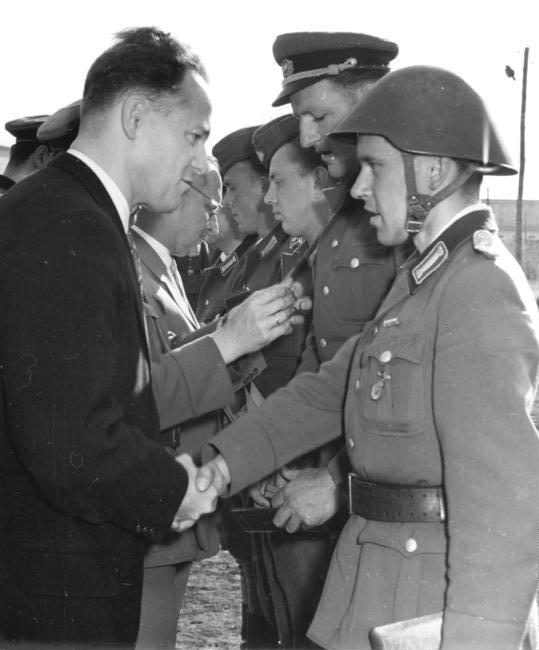
Manfred Gerlach, segretario generale dell'LDPD, nel 1961, dà ordini sul Muro di Berlino

Manfred Gerlach è stato segretario generale del Partito Liberal-Democratico nel 1961, e diede ordini per la costruzione del Muro di Berlino.
È stato vicepresidente del Partito Liberal-Democratico dal 1951 al 1953, segretario generale fino al 1967 e fino al 1990 presidente, come successore di Max Suhrbier. È stato vicepresidente del Consiglio di Stato dal 1960 al 1989, vicepresidente del Comitato di Difesa nazionale della Camera del popolo e dal 1967 membro del Presidium del Consiglio nazionale del Fronte Nazionale.
Il 20 settembre 1989 si è presentato come primo leader politico nella RDT davanti alla supremazia della SED in questione, chiedendo riforme. Quando la Camera del popolo dovette scegliere il nuovo presidente dell'assemblea Gerlach fu sconfitto da Günther Maleuda il 13 novembre 1989, il quale ricevette il sostegno dei deputati della SED. È stato presidente del Consiglio di Stato dal 6 dicembre 1989 al 5 aprile 1990, succedendo a Egon Krenz. Infine nel 1990 dopo le prime elezioni libere, attraverso un emendamento costituzionale ha consentito al neoeletto presidente della Camera del popolo, Sabine Bergmann-Pohl le funzioni di Capo di Stato. Dopo il 1990 divenne membro del Partito Liberale Democratico (FDP). A seguito dell'avvio di un procedimento di espulsione del partito nel 1992, a causa delle accuse denunciate dai membri dell'LDPD di Lipsia e delle autorità militari sovietiche, Gerlach lasciò il PLR il 23 novembre 1993.

## Procedimenti giudiziari
La Procura della Repubblica presso la Corte d'appello mosse accuse contro Gerlach (dal sequestro di persona o di morte a Berlino) le quali furono poi archiviate. Nel 2000 il tribunale distrettuale di Lipsia lo ha dichiarato incapace di sostenere un processo. Due anni più tardi, ebbe luogo un processo davanti alla Corte distrettuale di Lipsia, nel quale Gerlach accusò il gruppo intorno a Werner Ihmels e denunciò più persone vicino alla NKVD. Il caso è stato successivamente chiuso a causa della prescrizione.

## Altre attività e riconoscimenti
Gerlach era un membro dell'Alternativen Geschichtsforums Berlin, un gruppo di lavoro del Gesellschaft zum Schutz von Bürgerrecht und Menschenwürde.